# Matilda av Frankrike
Matilda av Frankrike, född 943, död 27 januari 992, var drottning av Burgund genom sitt giftermål med kung Konrad III av Burgund.

## Biografi
Hon var dotter till kung Ludvig IV av Frankrike och Gerberga av Sachsen. Vigseln ägde rum år 964. Som hemgift medförde Matilda staden Vienne, som därmed inlemmades i kungadömet Burgund. Hon fick fyra barn i sitt äktenskap och avled ett år före maken.